# David Copperfield (película de 1911)
David Copperfield es un cortometraje mudo rodado en 1911 en Estados Unidos basado en la novela homónima de 1850 escrita por Charles Dickens. Es la adaptación cinematográfica más antigua conocida de la novela.

## Producción
La película fue realizada por la compañía independiente Thanhouser Film Corporation, ubicada en New Rochelle, Nueva York y fundada por Edwin Thanhouser. Aunque la película ha sido acreditada a Theodore Marston, investigaciones recientes apuntan a George O. Nichols como director.

## Argumento
David Copperfield consta de tres carretes, estrenadas como películas separadas en tres semanas consecutivas, con los títulos: The Early Life of David Copperfield, Little Em'ly and David Copperfield, y The Loves of David Copperfield.

## Estado
Existe una copia de la película que actualmente es de dominio público.